# Dschalalabad

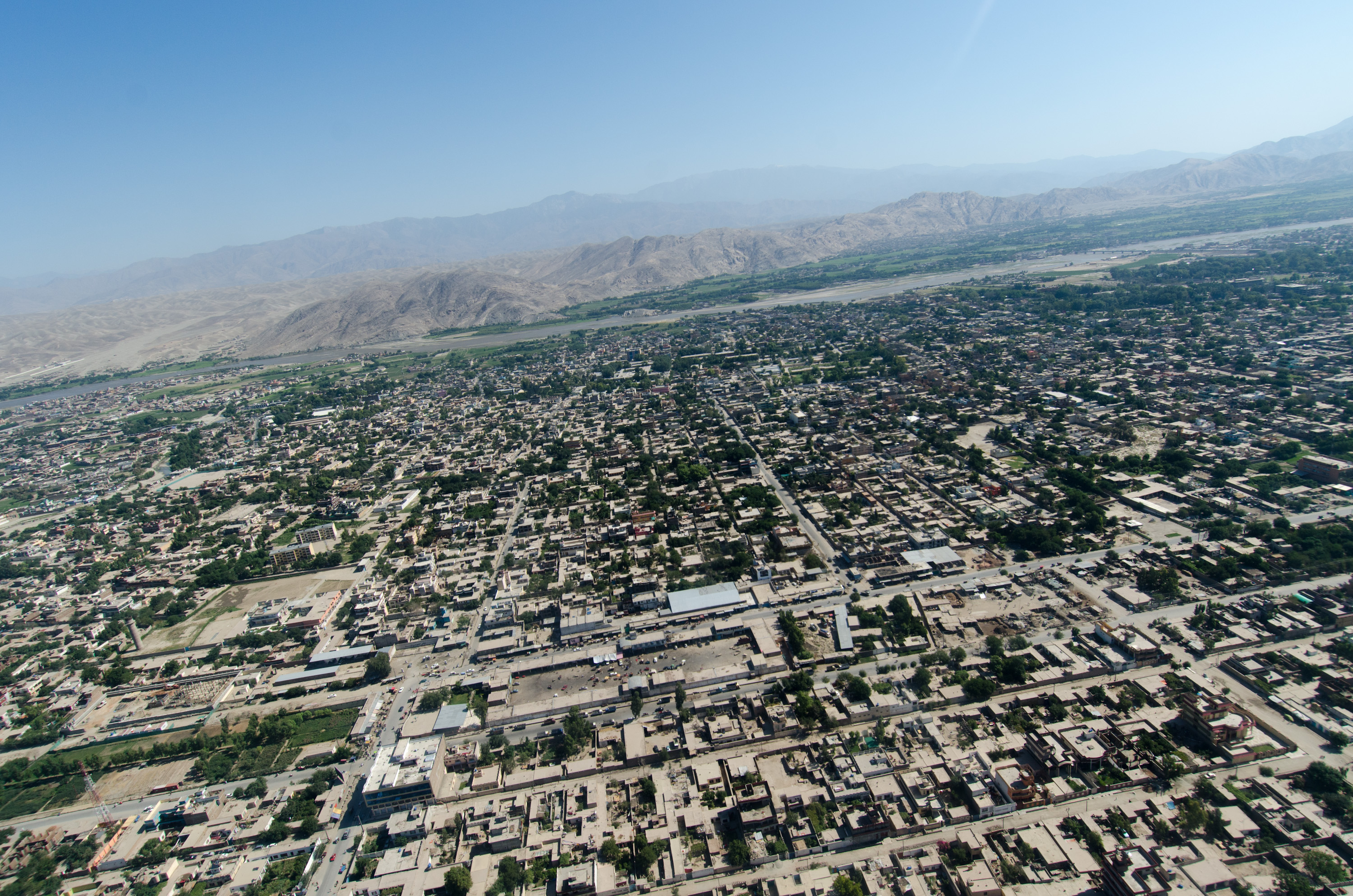
Luftaufnahme

Dschalalabad, auch Dschellalabad (persisch جلال‌ آباد, DMG Ǧalāl-Ābād; paschtunisch جلالکوټ Dschalalkot, DMG Ǧalālkoť), ist die etwa 289.770 Einwohner zählende Hauptstadt der Provinz Nangarhar in Afghanistan.

## Lage
Dschalalabad liegt knapp 160 Kilometer östlich von Kabul am Fluss Kabul nahe dem Khyber-Pass in einer Höhe von ca. 600 m. Die in Pakistan gelegene Stadt Peschawar ist nur ca. 130 km in südöstlicher Richtung entfernt.

## Infrastruktur
Der Flughafen Dschalalabad liegt fünf Kilometer südöstlich.
Während der internationalen Stabilisierungsmission (ISAF) unterhielten die Vereinigten Staaten mit der FOB Fenty (Forward Operation Base) dort einen wichtigen Stützpunkt. Von hier aus starteten unter anderem Drohnen für ihre Einsätze in Afghanistan, aber auch im benachbarten Pakistan.

## Geschichte
Die Stadt hieß Adīnapūr, bevor sie Ende des 16. Jahrhunderts umbenannt wurde. Sie war ein Zentrum der Gandhara-Kultur. Hier befand sich der berühmte Garten Bāgh-i-wafā, den Babur in seiner Autobiographie Baburnama beschrieb. Der Boden war mit Klee bedeckt, im Garten standen Granatäpfel und Orangenbäume. Babur ließ 1523 Kochbananen aus Indien für den Garten importieren.

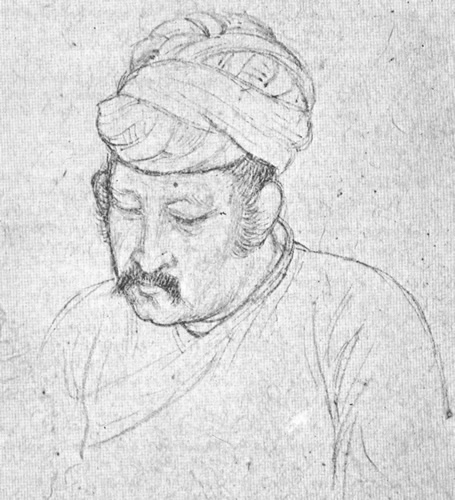
Großmogul Akbar, Zeichnung ca. 1605

Dschalalabad wurde 1570 durch den indischen Großmogul Akbar I. gegründet, es war vorher die Winterresidenz des Emirs von Afghanistan sowie Garnisonsstadt und ein wichtiger Handelsplatz.
Im Ersten Anglo-Afghanischen Krieg konnte General Robert Henry Sale vom 12. November 1841 bis zum 8. April 1842 in Dschalalabad mit 1.500 Mann einer Belagerung von Dschalalabad durch 5.000 Afghanen standhalten. Nachdem er vom bevorstehenden Entsatz durch General George Pollock erfahren hatte, unternahm Sale am 7. April einen Ausfall und vertrieb die Belagerer.
Vom November 1995 bis 2001 kontrollierten die Taliban die Stadt.
Am 19. Februar 2011 töteten mehrere Selbstmordattentäter mehr als 38 Menschen in einer Filiale der Kabul Bank in Dschalalabad. Mehr als die Hälfte der Opfer waren Angehörige der afghanischen Sicherheitskräfte.
Am 27. Februar 2012 sprengte sich am Flughafen ein Selbstmordattentäter in die Luft. Dabei starben neun Menschen, acht wurden verletzt. Laut den Taliban, die sich zu dem Anschlag bekannten, wurde er als Rache für die Koran-Verbrennungen auf dem US-Stützpunkt Bagram durchgeführt.
Am 18. April 2015 kam es zu einem Selbstmordanschlag, der mindestens 33 Todesopfer und über 100 Verletzte zur Folge hatte. Der afghanische Präsident Aschraf Ghani machte den Islamischen Staat dafür verantwortlich, auch nachdem die Taliban ihre Beteiligung abstritten. Am 17. Mai 2017 stürmten bewaffnete Angreifer das Gebäude von Radio Television Afghanistan. Nach Angaben des Sprechers für den Gouverneur der Provinz Nangarhar, Attaullah Khogyani, gab es insgesamt vier bewaffnete Angreifer. Zwei der Angreifer sprengten sich in die Luft. Mindestens zwei Zivilisten wurden bei dem Angriff getötet, weitere 14 verletzt.
Am 15. August 2021 wurde Dschalalabad kampflos an die Taliban übergeben.

## Umgebung

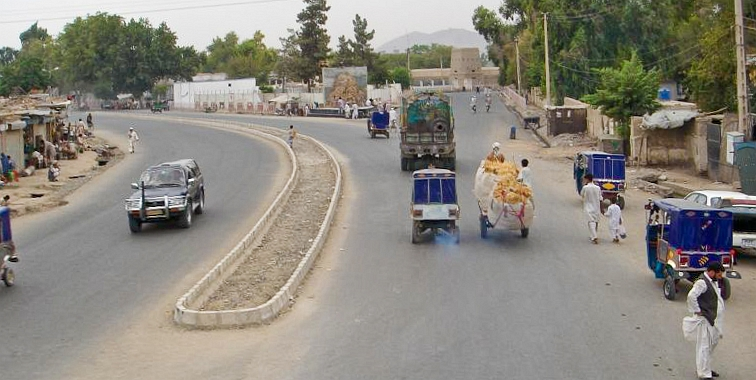
Straßenszene in Dschalalabad (2004)

Etwa 11 km westlich von Dschalalabad wurden im 19. Jahrhundert beim Dorf Bimaran die Ruinen zweier buddhistischer Stupas entdeckt und untersucht; dabei fand sich das bedeutende Bimaran-Reliquiar, welches seitdem im British Museum aufbewahrt wird.